# Alfred J. Lotka
Alfred James Lotka (* 2. März 1880 in Lemberg, Österreich-Ungarn, heute: Lwiw, Ukraine; † 5. Dezember 1949 in New York City) war ein österreichisch-US-amerikanischer Chemiker und Versicherungsmathematiker. Er gilt als Begründer der modernen mathematischen Demografie.

## Leben und Werk
Lotkas Eltern waren US-Bürger. Er ging in Frankreich zur Schule und erhielt im Jahre 1901 seinen Bachelor of Science an der Universität von Birmingham. Im darauffolgenden Jahr studierte er an der Universität Leipzig Chemie. Vor allem die Vorlesungen von Wilhelm Ostwald und dessen physikalische Chemie prägten Lotka nachhaltig. Nach seiner Emigration in die USA im Jahre 1902 arbeitete er als Chemieassistent bei der General Chemical Company.
Lotkas erste Publikationen beschäftigen sich mit Mischungsprozessen von Gasen (1907), periodischen Reaktionen in der physikalischen Chemie (1910), aber auch mit demographischen Phänomenen wie den Geburts- und Sterberaten (1907) oder der Altersverteilung in der Bevölkerung (1911).
Ebenfalls in die frühe Schaffensperiode fällt ein erster Artikel, der die Evolution durch physikalische Prozesse erklären möchte. Letzteres Interesse steht auch im Hintergrund seines Hauptwerkes aus dem Jahre 1925: Elements of Physical Biology (der Reprint von 1956 wurde als Elements of Mathematical Biology betitelt). Mit diesem Werk wollte Lotka einen neuen Wissenszweig – die physical biology – lancieren, die darin bestand, physikalische Prinzipien auf biologische Systeme zu übertragen. Grundannahme war, dass sich sämtliche Entwicklungen (auch ‚Evolution‘) durch die Sätze der Thermodynamik als Energieumwandlung beschreiben lassen. In so einem Modell erscheint die gesamte unbelebte sowie belebte Natur als ein riesiges Energieumwandlungssystem. Durch diesen Ansatz wurde er nach seinem Tod sowohl für Systemtheoretiker wie Ludwig von Bertalanffy als auch für die Ökologen der 1960er und 1970er Jahre interessant, mit Nicholas Georgescu-Roegen für die Bioökonomik und Ökologische Ökonomie.
Bekannt geworden ist Lotka vor allem durch seine mathematische Formulierung von Gesetzen der Populationsdynamik, die er erstmals in Elements of Physical Biology publizierte. Diese Gesetze können in einer idealisierten Räuber-Beute-Beziehung die anzahlmäßige Entwicklung der beiden Arten berechnen und voraussagen. Unabhängig von Lotka war Vito Volterra, ein römischer Mathematiker und Physiker, auf die gleichen Differentialgleichungen und die Formulierung derselben populationsdynamischen Gesetze gestoßen. Nachdem Vito Volterra im Jahre 1926 die Gesetze zur Publikation gebracht hatte, fand ein Briefwechsel zwischen den beiden Wissenschaftlern statt. Auch wenn Volterra eher den Fokus auf die Differenzen ihrer beiden Herangehensweisen legte, nennen sich die Gleichungen heute Lotka-Volterra-Gleichungen oder Lotka-Volterra-Formeln. Ebenfalls aus der Populationsdynamik stammt die Euler-Lotka-Gleichung. Eine andere Gesetzmäßigkeit, auf die Lotka stieß, ist die in der Bibliometrie unter der Bezeichnung Lotkas Gesetz (Lotka’s Law) bekannte Beziehung zwischen der Anzahl von Publikationen einer Person und der Anzahl von Personen mit einem ebenso hohen Publikationsausstoß.
Lotka arbeitete bei den verschiedensten Arbeitgebern: der General Chemical Company, dem US Patent Office, dem National Bureau of Standards, von 1911 bis 1914 als Redakteur des Scientific American Supplement, von 1922 bis 1924 als Mitarbeiter der Johns Hopkins University und von 1924 bis zu seiner Pensionierung für die Lebensversicherungsanstalt Metropolitan Life Insurance Company in New York. In seiner Arbeit The Money Value of a Man (gemeinsam mit Louis I. Dublin) entwickelte er die Methode zur Berechnung des durch Tod oder Invalidität entgangenen Lebensnettoeinkommens für Versicherungszwecke.
1935 heiratete er Romola Beattie; die Ehe blieb kinderlos.
Er war 1938–1939 Präsident der Population Association of America und 1942 Präsident der American Statistical Association. Er war Vizepräsident der International Union for the Scientific Study of Population und Vorsitzender des United States National Committee dieser Union von 1948 bis 1949.
Der Nachlass von Alfred J. Lotka befindet sich in der Seeley G. Mudd Manuscript Library in Princeton.

## Veröffentlichungen (Auswahl)
- Note on the Volume Change on Mixing Two Gases. In: Engineering and Mining Journal. 83, 1907, S. 956.
- Relation Between Birth Rates and Death Rates. In: Science. 26, 1907, S. 21–22.
- Zur Theorie der periodischen Reaktionen. In: Zeitschrift für physikalische Chemie. 72, 1910, S. 508.
- mit F. R. Sharpe: A Problem in Age Distribution. In: Philosophical Magazine. 21, 1911, S. 435.
- Die Evolution vom Standpunkte der Physik. In: Ostwalds Annalen der Naturphilosophie. 10, 1911, S. 59.
- Elements of Physical Biology. Williams and Wilkins, Baltimore 1925; Reprint: Elements of Mathematical Biology. Dover Publications, New York 1956, ISBN 0-486-60346-6
- The frequency distribution of scientific productivity. In: Journal of the Washington Academy of Sciences. 16, 1926, S. 317–323.
- mit Louis I. Dublin: The Money Value of a Man. Ronald Press Co., New York 1930; Arno Press, New York 1977, ISBN 0-405-09814-6
- Length of Life. 1936.
- Analytical Theory of Biological Populations (= The Plenum Series on Demographic Methods and Population Analysis). 1934–1939. Neuausgabe Plenum Press, New York 1998, ISBN 0-306-45927-2